# Боорчу
Боорчу (монг. Боорчі; кінець XII століття — Перша половина XIII століття) — один з командирів особистої гвардії Чингісхана.

## Біографія
Боорчу був сином Наху-баяна з племені арулатів. Він познайомився з Темуджином ще в юнацтві: коли у молодого Темуджина вкрали коней і він поїхав шукати конокрадів, то на третій день шляху він зустрів Боорчу, пасшого коней свого батька. Приєднавшись до Темуджіна, він допоміг йому повернути вкрадене.
Коли почалося піднесення Темуджина, Боорчу став його першим нукером і був поруч з ним у всіх його починаннях.
У 1199 році Темуджин разом з Ван-ханом і Джамухою спільними силами напали на Буйрук-хана, і він був розбитий. Після повернення додому, Шлях загородив найманський загін. Бій було вирішено провести вранці, але вночі Ван-хан і Джамуха зникли, залишивши Темуджина одного в надії, що наймани покінчать з ним. Але до ранку Темуджин дізнався про це і відступив, не вступаючи в бій. Наймани ж стали переслідувати не Темуджина, а Ван-хана. Кереіти вступили у важкий бій з найманами, і, в очевидності загибелі, Ван-Хан направляє гінців Темуджину з проханням про допомогу. Темуджин відправив своїх нукерів, серед яких відзначилися в бою Боорчу, Мухалі, Борохул і Чілаун. За свій порятунок Ван-хан заповідав після смерті свій Улус Темуджину.
Взимку 1203/1204 років Темуджин створив особисту гвардію — кешік. Вона була розділена на чотири загони, на чолі одного з яких був поставлений Боорчу.
Легенда стверджує, що під час Великого Курултаю 1206 року, коли Темуджина проголосили Чингісханом, і він почав роздавати посади і привілеї своїм соратникам, то спочатку він удавано забув Боорчу. Коли ввечері дружина Темуджина Борте дорікнула йому за забудькуватість, то Темуджин сказав, що зробив це, щоб ввести в оману заздрісників Боорчу, і що Боорчу все одно не скаже про Хана худого слова. Соглядатаї, послані до юрти Боорчу, підтвердили, що коли дружина Боорчу поскаржилася на ханську невдячність, то чоловік відповів, що служить хану не за подяку, і що буде служити, навіть якщо його посадять на хліб і воду. Наступного дня Темуджин на курултаї оголосив, що ставить Боорчу над усіма, і зробив його начальником війська правої руки.
В якості начальника війська правої руки Боорчу згодом брав участь у всіх походах Чингісхана. Під час завоювання Хорезму, коли взимку 1220/1221 років монгольська армія розташувалася на зимівлю на південь від Самарканда, то Боорчу був посланий разом з синами Чингісхана для захоплення Ургенча.